# Zblochan vodní

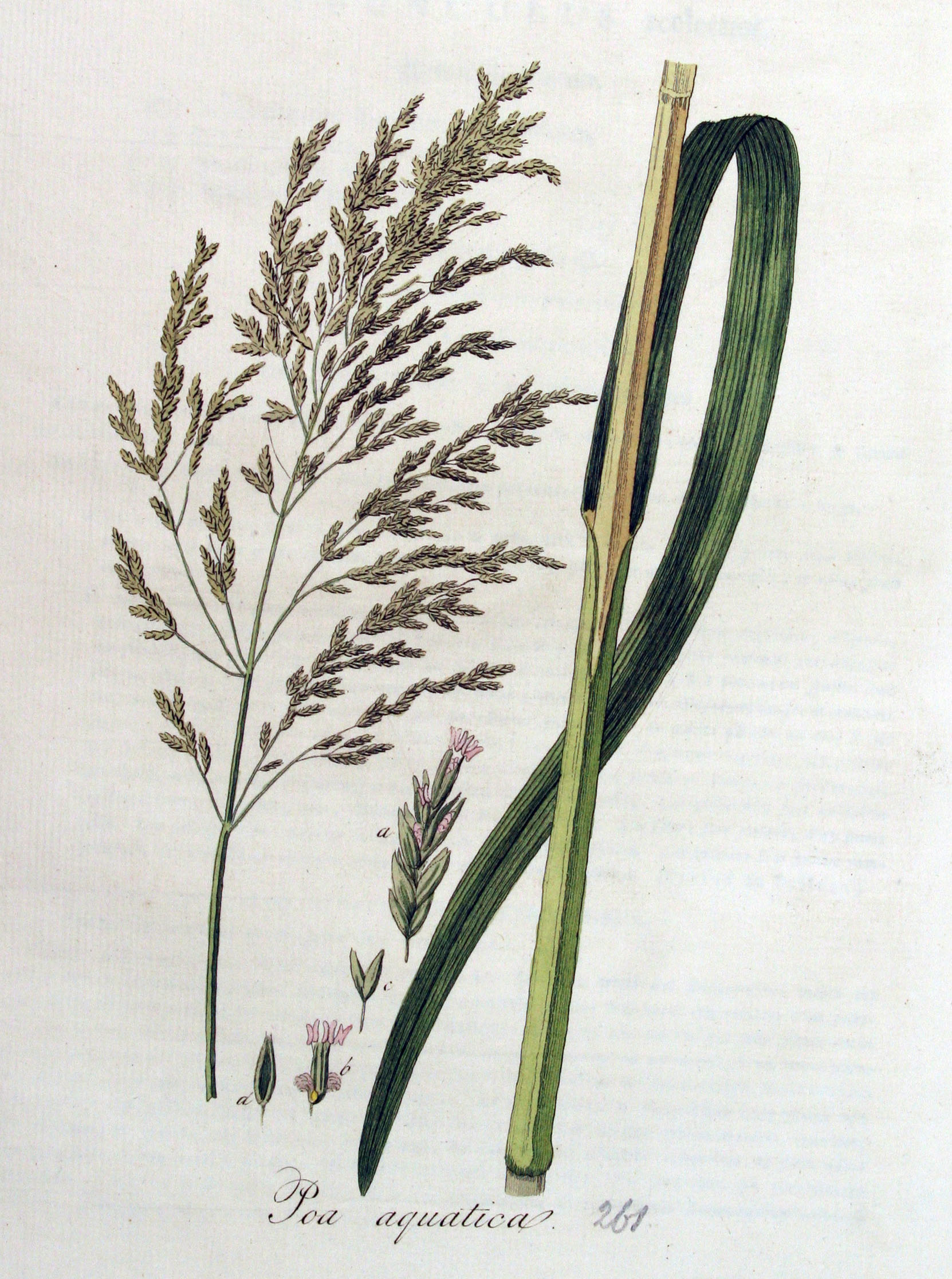
Zobrazení zblochanu vodního

Zblochan vodní (Glyceria maxima) je mohutná, vytrvalá travina s velkým květenstvím, výrazně vlhkomilný druh z rodu zblochan. Původem euroasijský druh rostoucí v mělkých vodách téměř po celé Evropě a v mírném pásmu Asie, obou Amerik i Austrálie. V České republice je rozšířen na většině území, nejčastější vyrůstá v oblastech s rybníky a na dolních tocích řek. Méně častý je v suchých oblastech a téměř nepřítomný je ve vyšších nadmořských výškách.

## Ekologie
Roste na okrajích mělkých, eutrofních, stojatých nebo pomalu tekoucích vod, např. v rybnících, tůních, slepých ramenech řek, melioračních kanálech, příkopech i na zamokřených sníženinách nivních luk. Rostlině nevadí kolísání vody, nedobře však snáší hluboké zaplavení během vegetační doby, ideálně roste při výšce vodní hladiny 0 až 30 cm. Příliš ji nevadí ani krátkodobé letní vyschnutí substrátu. Neroste v rašeliništích a na zasolených místech.
V rozlehlých vodách se vyskytuje na místech, kde se netvoří vlnobití, ale naopak se hromadí organický sediment. Tehdy porost vystupuje i na nízký břeh a rozrůstá se do sousedních vlhkých luk. Je tolerantní k zastínění, proto se často vyskytuje i v mělkých lesních tůních lužních lesů. Pokud roste na stanovištích s vodou hlubokou nad 30 cm, bývá rostlina silně trsnatá a její stébla u báze poléhají. Na místech se stabilně mělkým zaplavením substrátu mívá rostlina stébla pevná a vzpřímená, intenzivně odnožuje a utváří velké, uzavřené porosty. Jako mladá rostlina má poměrně pomalý vývoj, poprvé kvete až druhým rokem, dožívá se však i 10 let.

## Popis
Vzrůstná, vytrvalá tráva dorůstající do výše 80 až 200 cm a rychle se šířící dlouhými podzemními oddenky. Stébla jsou u spodu až 1 cm hrubá a mají světle zelené listy vyrůstající z oblé nebo mírně zmáčknuté pochvy s ouškem. Listové čepele, dlouhé 3 až 6 cm a široké 1 až 2 cm, mají uprostřed dvojitou drážku a na vrcholu kápovitou špičku, na líci jsou hladké a na rubu drsné, proti světlu jsou v nich patrné spojky mezi žilkami.
Na konci stébla vyrůstá bohaté, 25 až 40 cm dlouhé květenství, stejnoměrně rozvolněná lata. Je tvořena drobnými, asi 5 až 10 mm dlouhými, stopkatými, bočně stlačenými klásky s pěti až deseti kvítky. Plevy i pluchy jsou bez osin. Kvítky, rozkvétající od července do srpna, jsou opylovány větrem, plodem je obilka velká 1,5 až 2 mm.
Zblochan vodní se rozmnožuje jak semeny (obilkami), tak i (a to především) rozrůstáním odnoží oddenku, spolehlivě zakoření i z jeho odlomené a odplavené části.

## Význam
Vytvářejí monokultury, které na stanovišti výrazně snižují množství jiných rostlinných druhů. Omezují také přirozený výskyt bezobratlých živočichů a vytvářejí vhodné prostředí pro larvy komárů.
Počátkem léta mladé rostliny poskytují výbornou píci pro dobytek, nesnášejí však časté kosení a obvykle je problém se sklizní ze zamokřených ploch. Uměle se zblochan vodní vysazuje pro zpevnění vlhkých, nestálých břehů nebo jako okrasná rostlina do větších parkových rybníčků, pozor však na rychlé rozrůstání. Nejčastěji je vysazována jeho vyšlechtěná varieta 'Variegata', která je nižšího vzrůstu a má podélně zeleno-bíle pruhované listy.